# Nannocetus
Nannocetus — вимерлий вусатий кит, що належав до родини Cetotheriidae.

## Опис
Nannocetus — мініатюрний кит довжиною 4 метри. Для нього характерна вентральна орієнтація (на задньому плані) постгленоїдального відростка; постгленоїдний відросток закручений медіально (на вентральній проєкції) відносно передньо-задньої осі черепа, та ін.

## Таксономія та класифікація
Голотип — UCMP 26502. Його було зібрано з пізньоміоценової (мессінської) формації Тоуслі Хамфріс, округ Лос-Анджелес, Каліфорнія. З моменту його опису його традиційно відносили до Cetotheriidae, класифікація, яка все ще залишається актуальною та була підтверджена нещодавнім кладистичним аналізом.